# Bénilde Romançon

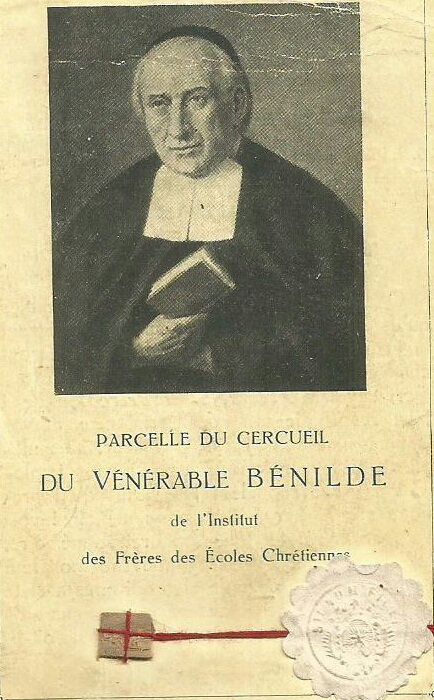
Hl. Benildus

Bénilde Romançon FSC (auch Benildus genannt, * 14. Juni 1805 in Thuret, Frankreich; † 13. August 1862 in Saugues, Frankreich) war ein französischer Angehöriger des Ordens der Schulbrüder des heiligen Johannes de la Salle und wird in der katholischen Kirche als Heiliger verehrt.
Pierre, der aus einer Bauernfamilie stammte, trat 14-jährig den „Schulbrüdern des heiligen Johannes de la Salle“ bei und nahm den Namen Bénilde an. Er gründete in Saugues eine Schule, die er ab 1841 selbst leitete. Er galt als einfühlsamer Erzieher und spiritueller Leiter der Jugendlichen.
Im Jahr 1948 wurde er von Papst Pius XII. selig und 1967 von Papst Paul VI. heiliggesprochen.